# Autodefensa Patriòtica
Autodefensa Patriòtica (polonès Samoobrona Patriotyczna) o Moviment Social d'Autodefensa (Samoobrona Ruch Społeczny) és un petit partit polític de Polònia. Es va formar el 2006 per Sławomir Izdebski amb antics membres insatisfets o bé expulsats d'Autodefensa de la República de Polònia (Samoobrona Rzeczypospolitej Polskiej). Els principals activistes del partit són: Henryk Dzido, Zbigniew Witaszek, Marian Curyło, Stanislaw Głębocki, Jerzy Michalski i Tadeusz Wojtkowiak. El partit té al voltant d'un miler de membres. A les eleccions parlamentàries poloneses de 2007 va rebre 2.531 vots (0,02%), insuficients per a obtenir representació en el Sejm (Parlament polonès).